# Kringvarp Føroya
Kringvarp Føroya (KVF) (Radiodifusió de les Fèroe, en català) és la companyia nacional de radiodifusió pública de les illes Fèroe. Va ser fundada l'1 de gener de 2005 després d'una fusió de les cadenes de ràdio i televisió nacionals, Útvarp Føroya i Sjónvarp Føroya.

## Història

### Ràdio
La ràdio de les Illes Fèroe es va fundar el 1957. Abans de la creació de la ràdio els feroesos només podien escoltar emissions de ràdio estrangeres, com ara la Ràdio Nacional de Noruega, anomenada popularment a l'arxipèlag com a Norðmaðurin ("El noruec" o "L'home de Noruega"), i la BBC World Service. Aquestes emissores s'utilitzaven principalment per a sentir les prediccions meteorològiques diàries.

### Televisió
La història de la televisió feroesa es remunta als anys seixanta. El 1969, el parlament feroès va decidir la instal·lació d'un repetidor que permetés l'emissió de televisió per totes les illes. No va ser fins al 1981, però, que no es va tirar endavant la fundació de Sjónvarp Føroya, la televisió feroesa. Una antiga botiga de la capital, Tórshavn, es va reconvertir en els primers estudis i a finals del 1983 tot estava quasi a punt per a la inauguració. El primer programa de televisió es va poder emetre l'1 d'abril de 1984 i les emissions regulars van iniciar-se l'1 de setembre d'aquell mateix any.
Televarpið, l'únic proveïdor local de televisió de pagament, que és un servei digital terrestre, ofereix propostes addicionals. La televisió per satèl·lit de proveïdors estrangers també és popular.

### KVF
El 2005 la ràdio i televisió públiques de les Illes Fèroe es van fusionar en una nova empresa, Kringvarp Føroya. Està finançada per una combinació de taxes de llicència de televisió, comercials (anuncis) i una loteria (anomenat Gekkurin o "el Joker"). La secció de televisió del Kringvarp Føroya només té un canal, i part de la programació prové de la DR i la TV 2 de Dinamarca. També produeix contingut propi, entre el que s'hi inclou un espai de notícies feroeses, que es diu Dagur og Vika (Dia i Setmana), programació infantil i emissions culturals i esportives.
Segons les lleis feroeses, un terç dels continguts televisius ha de ser en feroès. La resta de la programació prové de la televisió danesa i la majoria de pel·lícules que s'hi emeten se subtitulen en danès. El 2003, només el 27% de la programció era en feroès.